# 劉鱗長
劉鱗長（1598年—1661年），一作劉麟長，字孟龍，號乾所，福建晉江縣人，明朝末年至南明政治人物。

## 生平

### 萬曆朝
萬曆四十六年（1618年）戊午科福建鄉試二十六名舉人，萬曆四十七年（1619年）聯捷己未科進士。禮部觀政，天啓元年（1621年）授工部都水司主事，二年升员外郎，管巡河，丁憂歸。五年補原职，管街道，因節省浮費，得罪閹黨，天啓六年削職為民。

### 崇禎朝
崇禎初，朝中科道部郎，交薦起復原官，管節慎庫。崇祯二年（1629年），因張鳳翔牽連，下詔獄，謫常州府通判，起署崑山縣知縣。轉南京戶部主事，七年（1634年）擢南京戶部郎中，旋視两浙學政，有公明之譽。遷四川建昌參議，兼川東參政。張獻忠荼毒西蜀，首議冒險恢復重慶等州縣。

### 隆武朝
隆武帝在福建福州府即位，擢太僕寺少卿、兵部右侍郎。隆武二年（清順治三年，1646年），加太子太保，以兵部尚書兼东阁大学士。

### 晚年
同年，隆武政權敗亡。劉鱗長應詔輔桂王閣事，以病辭歸。清順治十八年（永曆十五年，1661年）十月卒於家。

## 著作
所著有《浙學宗傳》。

## 家族
曾祖劉時逵。祖父劉弘寶，字公可。萬曆十四年丙戌進士，官浙江參政。父劉廷焜，字子曦，號赓台。